# Новосілка (Черняхівська селищна громада)
Новосі́лка (колишня назва — Нейборн) — село в Україні, у Житомирському районі Житомирської області, входить до складу Черняхівської селищної громади. Населення становить 644 осіб.

## Історія
У 1923—63 роках — адміністративний центр Новосільської сільської ради Черняхівського району.